# Vytautas Kulakauskas
Vytautas Kulakauskas (* 25. August 1920 in Kuršėnai; † 22. Dezember 2000 in Vilnius) war ein litauischer Sportpädagoge, Basketballspieler und -trainer.

## Leben
1940 absolvierte Kulakauskas die Kriegsschule Kaunas und studierte von 1944 bis 1945 an der Vytauto Didžiojo universitetas, 1948 absolvierte er am Lietuvos kūno kultūros institutas.
Von 1945 bis 1950 lehrte er am LKKI, von 1950 bis 1960 am Vilniaus pedagoginis institutas, von 1961 bis 1980 am Vilniaus inžinerinis statybos institutas, ab 1964 war er Leiter des Lehrstuhls für Physische Bildung.

## Sport
- 1947–1950: Mitglied in der Basketballnationalmannschaft der UdSSR
- 1945, 1947–1948: litauischer Basketballmeister
- 1950–1952: Basketballtrainer der Frauennationalmannschaft der UdSSR